# Culture franco-canadienne
La culture franco-canadienne est riche et diversifiée, témoignant de l'histoire commune entre la France et le Canada. Elle est influencée par la langue, la cuisine, la musique, la littérature et les arts visuels, tout en intégrant des éléments propres à chaque région du Canada. Les premiers Français sont arrivés au Canada en 1534, avec Jacques Cartier, et ont établi des colonies permanentes au XVIIe siècle. La culture franco-canadienne a survécu à la Conquête britannique et continue de se développer, notamment dans les communautés francophones du Québec, de l'Ontario, du Manitoba et de la Nouvelle-Écosse, ainsi que dans les communautés acadiennes de l'est du Canada.
- Culture québécoise
- Culture franco-ontarienne
- Culture of Saskatchewan (en) Fransaskois